# Don't Forget Your Roots
Don't Forget Your Roots è un album del gruppo hardcore punk H2O pubblicato nel 2011. È stato registrato nei Buzzbomb Sound Labs, California. e prodotto da Paul Minor. Si tratta di un album di cover, all'interno del quale viene inserito una serie di pezzi suonati dalle band che, secondo gli stessi H2o, hanno costruito e supportato la storia dell'Hardcore.

## Tracce
1. Bad Brains - Attitude
2. 7 Seconds - Satyagraha
3. Madball - Pride
4. Descendents - Get The Time
5. Embrace - Said Gun
6. Ramones - I Wanna Live
7. Gorilla Biscuits - Cats and Dogs
8. Mighty Mighty Bosstones - Someday I Suppose
9. Rancid - Journey to the End
10. Dag Nasty - Safe
11. Social Distortion - Sick Boy
12. Sick of It All - Friends Like You
13. The Clash - Train in Vain
14. Verbal Assault - Scared
15. Warzone - Dont Forget The Struggle, Dont Forget The Streets

## Formazione
- Toby Morse - voce
- Todd Morse - chitarra
- Rusty Pistachio - chitarra
- Adam Blake - basso
- Todd Friend - batteria